# 丛云宝螺
丛云宝螺（学名：Cypraea testudinaria），是中腹足目宝螺科宝螺属的一种。主要分布于印度尼西亚、台湾，常栖息在浅海。